# Дискриминация интерсекс-людей

Интерсекс-флаг

Интерсекс (англ. intersex) — это человек, рождённый с половыми признаками (хромосомы, половые железы, репродуктивные органы, гениталии и гормональные уровни), которые по определению Управления Верховного комиссара ООН по правам человека не соответствуют типичному определению мужского или женского тела. Интерсекс-вариации могут быть заметными уже при рождении, однако чаще проявляются лишь в пубертатном периоде. В некоторых случаях могут вовсе не наблюдаться внешние проявления.
Такие люди могут сталкиваться со стигматизацией и дискриминацией с рождения или с момента обнаружением интерсекс-вариации. Это может включать в себя детоубийство, отказ от ребёнка и стигматизацию семей таких детей.
Интерсекс-люди сталкиваются с дискриминацией в сфере образования, занятости, здравоохранения и спорта, что отрицательно сказывается на их психологическом и физическом здоровье, а также это повышает уровень нищеты среди интерсекс-людей, в том числе в результате вредоносных медицинских практик.
Организация Объединённых Наций, Африканская комиссия по правам человека, Совет Европы, Межамериканская комиссия по правам человека и другие правозащитные организации призвали страны запретить дискриминацию в отношении интерсексов и бороться с ней. Некоторые страны на сегодняшний момент защищают интерсекс-людей от дискриминации или выплачивают им компенсации за причиненный вред.

## Защита от дискриминации

Защита прав интерсексов
Защита ряда прав интерсексов
Защита прав интерсексов в ещё более узкой выборке характеристик

В 2013 году было проведено первое международное исследование по данному вопросу. В своём исследовании «Права человека между полами» Дэн Кристиан Гаттас выявил, что интерсекс-люди подвергаются дискриминации по всему миру: «Интерсекс-люди считаются людьми „с расстройствами“ во всех областях, в которых преобладает западная медицина. Их в большей или меньшей степени воспринимают как больных или „ненормальных“, в зависимости от конкретно взятого общества». ООН заявляет, что интерсекс-люди стигматизируются на основании физических характеристик, что включает в себя «нарушения их прав на здоровье и физическую неприкосновенность, нарушение права не подвергаться пыткам и жестокому обращению, права на равноправие и отсутствие дискриминации в их адрес».
ООН призвала правительства всех стран прекратить дискриминацию в отношении интерсекс-людей:
Запретить дискриминацию по признаку половых характеристик и интерсексности, в том числе в области образования, здравоохранения, занятости, спорта и доступа к государственным услугам, а также консультироваться с интерсекс-людьми и интерсекс-организациями при разработке законов, которые влияют на их права.
Южная Африка стала первой страной, которая явно добавила «интерсекс» в законодательство как часть атрибута «пол».
Австралия стала первой страной, которая добавила отдельный атрибут «интерсекс-статус».
Мальта стала первой страной, которая законодательно приняла более широкие рамки понятия «половые характеристики», а также законодательно запретила косметические операции на половых органах интерсекс-детей.
Позже Босния и Герцеговина запретила дискриминацию по «половым признакам».
Греция с 2015 года запретила дискриминацию и преступления на почве ненависти на основе «половых признаков».

## Право на жизнь
Беременные женщины часто прибегают к абортам, если узнают, что их ребёнок будет интерсексом; также от таких детей часто отказываются или же убивают новорожденных.
В отчёте по правам интерсекс-людей отмечено:
Право интерсекс-людей на жизнь может быть нарушено из-за дискриминирующего «выбора пола», «преимплантационной генетической диагностики и других форм тестирования и отбора по иным характеристикам». Такой отбор или выборочные аборты несовместимы с нормами этики и прав человека. Это дискриминация, совершаемая против интерсекс-людей, основанная на их половых признаках.
В 2015 году китайские новости сообщили о случае отказа от младенца из-за его половых признаков. Гонконгский активист Смол Люк говорит, что это не редкость в данном регионе, отчасти из-за политики одного ребёнка на семью. Зафиксированы случаи детоубийства и попыток детоубийства в Китае, Уганде и Пакистане. В Кении рождение интерсекс-ребёнка может рассматриваться как проклятие. В 2015 году сообщалось, что кенийский подросток-интерсекс, Мухад Измаил, подвергся нормализующим операциям на гениталиях, из-за чего умер. Ранее Измаил описывался как проклятие в своей семье.

## Медицина

### Телесная неприкосновенность
Интерсекс-люди часто сталкиваются с принудительным ненужным медицинским вмешательством во младенчестве. В тех случаях, когда это происходит без личного информированного согласия, это «нарушение прав на здоровье и физическую неприкосновенность, жестокое обращение, неравноправие и дискриминация».
Австралийское исследование 2016 года, проведенное на 272 опрошенных, родившихся с атипичными половыми признаками, показало, что 60 % сталкивались с медицинскими вмешательствами по причине атипичной анатомии половых органов, половина из них — в возрасте до 18 лет; «чаще всего это были косметические операции на гениталиях (многие из которых были проведены в младенчестве) и гормональные препараты», при этом большинство «столкнулось по крайней мере с одним негативным вмешательством».
В целом, в то время как некоторые родители и врачи пытались прислушаться к мнению пациентов, исследование выявило «убедительные доказательства, свидетельствующие о паттерне институционализированного пристыживания[стиль] и принудительного лечения», а также скудное или полное отсутствие информирования. 16 % респондентов не были проинформированы о возможности обойтись без медицинских вмешательств, а некоторым из них была представлена ложная информация о характере их лечения. OII Europe сообщает:
Немецкое исследование, проведенное командой медиков в период с 2005 по 2007 год и охватившее опыт 439 лиц всех возрастов из Германии, Австрии и Швейцарии, показало, что 81 % были подвергнуты одной или нескольким операциям из-за их интерсекс-вариаций. Почти 50 % участвующих взрослых сообщили о психологических проблемах и множестве проблем, связанных с их физическим состоянием и сексуальной жизнью. Две трети установили связь между этими проблемами и медицинскими и хирургическими вмешательствами, которым они подвергались. Участвующие дети сообщили о значительных потрясениях, особенно в их семейной жизни и в отношении их физического благополучия.
Обоснования медицинских вмешательств часто основаны на беспокойстве родителей, или проблематизации будущей гендерной идентичности и сексуальности, или субъективных суждениях о приемлемости риска будущей гендерной дисфории. Правозащитные институты ставят под сомнение такие подходы.
Обоснование медицинских вмешательств, основанное на риске развития рака и других физических рисках, может быть переплетено с «нормализующим» обоснованием. В докладе, представленном в парламенте Австралии и опубликованном в октябре 2013 года, комитет по связям с общественностью Сената был «обеспокоен» возможными последствиями нынешней практики по профилактике рака. Комитет заявил: «Текущие стандарты оказания медицинской помощи, которые, как утверждается, основаны на профилактике развития рака, могут на самом деле быть приняты под влиянием других факторов, таких как желание нормализовать тело пациента. Профилактика развития рака может рассматриваться как однозначно положительная практика, тогда как нормализующие операции — нет. Таким образом, решение, принятое на основании риска развития рака, может избежать надзора со стороны суда, в отличие от решения, основанного на других факторах. Комитет обеспокоен возможными последствиями этого…».
Несмотря на заявления врачей, не существует клинического консенсуса относительно проведения хирургических вмешательств, их фактологической базы, сроков хирургических вмешательств, их необходимости, типа хирургических вмешательств и степени отличий, требующих вмешательств. Операции могут отрицательно сказаться на сексуальной жизни пациентов в дальнейшем (в том числе и на способности испытывать физическое удовольствие), однако исследования показали, что родители готовы согласиться на такие косметические операции даже ценой проблем в сексуальной жизни ребёнка в будущем. Эксперты по правам ребёнка полагают, что родители не имеют права соглашаться на такое лечение.

### Доступ к медицинским услугам
Взрослые с интерсекс-вариациями сообщают о проблемах с психологическим здоровьем, возникших вследствие проведения принудительных медицинских вмешательств; в результате таких психологических травм многие люди избегают обращения к врачам в последующие годы жизни. Многие участники австралийского исследования заявили о необходимости информировать своих врачей о правильной работе с интерсекс-пациентами. Сообщения о ситуации в Мексике свидетельствуют о том, что взрослые не могут получить необходимую помощь, в том числе из-за отсутствия знаний о интерсекс-вариациях и из-за обследований, которые наносят физический вред.
В странах с плохо развитой системой здравоохранения практикуются детоубийства, отказы от детей и нанесение им увечий.

## Суицидальные наклонности
Влияние дискриминации и стигматизации также можно увидеть в высоких показателях суицидальных тенденций. Несколько отчётов, в том числе из Гонконга и Кении, указывают на высокий уровень суицидальных наклонностей среди интерсекс-людей. Австралийское социологическое исследование, проведенное на 272 людях, родившихся с атипичными половыми признаками, показало, что 60 % думали о самоубийстве, 42 % думали о самоповреждении, «19 % пытались покончить с собой по причине наличия у них интерсекс-вариаций»; выявленные причины включают дискриминацию, отказ семьи от таких людей, травлю.
Немецкое клиническое исследование 2013 года выявило высокие показатели неудовлетворенности: «распространённость самоповреждающего поведения и суицидальных тенденций сопоставимы с такими показателями у женщин, перенесших физическое или сексуальное насилие». Аналогичные результаты были зарегистрированы в Австралии и Дании.

## Образование
Австралийское исследование показало, что 18 % респондентов (по сравнению с австралийским средним показателем в 2 %) не смогли окончить среднюю школу, так как были вынуждены покинуть её из-за медицинских вмешательств, издевательств в школе на основе физических характеристик и других факторов. В Кении организация Gama Africa сообщила, что 60 % из 132 опрошенных интерсекс-людей отказались от школы «из-за домогательств и обращения, которое они получали от своих сверстников и учителей».
В австралийском исследовании говорится, что в школах отсутствуют соответствующие программы по половому воспитанию, не представляется полный спектр человеческого телесного разнообразия на уроках биологии. Только четверть респондентов положительно отзывались о своём школьном опыте. Когнитивные различия также могут быть связаны с некоторыми особенностями, такими как вариации половых хромосом. Тем не менее, в дополнение к очень высоким показателям раннего ухода из школы, австралийское исследование также показало, что доля участников исследования, получивших степень бакалавра или закончивших аспирантуру, выше по сравнению с австралийским населением в целом.

## Нищета и дискриминация в сфере занятости
Дискриминация влияет и на высокий уровень бедности. Это было показано в австралийском исследовании. 6 % из 272 участников опроса сообщили, что они являются бездомными.
OII Europe заявляет, что дискриминация и преследования, а также отсутствие юридического признания могут стать причиной «плохого образования, сломанной карьеры и бедности (включая бездомность) из-за патологии и связанной с ней травмы, проблем в семейной жизни, плохой самооценки и высокого риска суицидальных наклонностей».
«Руководство для работодателей по интеграции интерсекс-людей», опубликованное организацией Международная Интерсекс Австралия (англ. Intersex International Australia), раскрывает случаи дискриминации в сфере занятости.

## Юридический аспект
Как и все люди, интерсекс-дети могут воспитываться в соответствие с социальными нормами мужского или женского пола, но затем идентифицировать себя с другим полом; при этом большинство интерсекс-людей причисляют себя к тому полу, в котором воспитывались.
В некоторых странах признаётся существование «третьего пола», однако это противоречивая практика: не все согласны, когда третий пол выбирается для человека принудительно. Такие случаи зарегистрированы в Германии. Социологические исследования в Австралии, где существует гендерный маркер «Х», показали, что 19 % людей, родившихся с интерсекс-вариациями, выбрали вариант «Х» или «другой», 52 % — женщины, 23 % — мужчины, и 6 % не уверены.
По данным Азиатско-тихоокеанского форума национальных учреждений по вопросам прав человека, лишь несколько стран юридически признают интерсекс-людей. Азиатско-тихоокеанский форум национальных учреждений по вопросам прав человека заявляет, что юридическое признание в первую очередь касается «интерсекс-людей, которым выдано свидетельство о рождении с мужским или женским полом, которые могут пользоваться теми же юридическими правами, что и другие мужчины и женщины».
В Австралии и некоторых других странах паспорта и документы, удостоверяющие личность, приняли «Х» в качестве действительной третьей категории помимо «М» (мужчины) и «F» (женщины) с 2003 года. В 2013 году Германия стала первой европейской страной, которая позволила регистрировать интерсекс-детей как неопределённый пол, несмотря на сомнения и неодобрения такого подхода среди интерсекс-организаций, которые отмечают, что закон, тем самым, предусматривает исключение интерсекс-детей из мужских и женских категорий. Совет Европы признал этот подход, но в 2015 году Советом был выпущен документ, в котором говорится, что это может привести к «вынужденному аутингу» и «увеличению давления на родителей интерсекс-детей в пользу принятия решения о выборе пола для ребёнка». Совет Европы утверждает, что «необходимо дальнейшее разбирательство по вопросу небинарной юридической идентификации».

## Спорт
Женщины, которые имеют или подозреваются в наличии интерсекс-вариаций, подвергаются дискриминации, унижению и повышенному вниманию со стороны СМИ.
В 2013 году в медицинском журнале была описана история четырёх элитных спортсменок из развивающихся стран, которые подвергались гонадэктомии (стерилизации) и частично клиторидэктомии (женское обрезание) после проведения тестов на уровень тестостерона, которые показали, что они имеют интерсекс-вариации. Такие тестирования были введены из-за случая с Кастер Семеня, южноафриканской легкоатлеткой, подвергшейся тестированию из-за её внешнего вида и силовых способностей. Нет никаких доказательств того, что врожденный гиперандрогенизм дает женщинам преимущество в профессиональном спорте.

## Признание прав интерсекс-людей по континентам

### Азия
| Страна/Категория | Телесная неприкосновенность | Возмещение ущерба | Защита от дискриминации | Доступность документов, удостоверяющих личность | Доступность равных прав с женщинами и мужчинами | Возможность смены гендерного маркера в документах | Отдельный гендерный маркер в документах |
| ---------------- | --------------------------- | ----------------- | ----------------------- | ----------------------------------------------- | ----------------------------------------------- | ------------------------------------------------- | --------------------------------------- |
| Бангладеш        | No                          |                   | No                      |                                                 |                                                 | [ 66 ]                                            | [ 66 ]                                  |
| Вьетнам          | No                          |                   | No                      |                                                 |                                                 | После операций                                    |                                         |
| Индия            | [ 68 ]                      |                   | No                      |                                                 |                                                 | [ 69 ]                                            | [ 69 ]                                  |
| Китай            | [ 70 ] [ 71 ] [ 72 ]        |                   | [ 73 ]                  |                                                 |                                                 |                                                   |                                         |
| Непал            | No                          |                   | No                      |                                                 |                                                 | [ 74 ] [ 75 ]                                     | [ 74 ]                                  |
| Пакистан         | No                          |                   | No                      |                                                 |                                                 |                                                   |                                         |
| Таиланд          | No                          |                   | No                      |                                                 |                                                 | После операций                                    |                                         |
| Южная Корея      | No                          |                   | No                      |                                                 |                                                 | Yes                                               |                                         |
| Япония           | No                          |                   | No                      |                                                 |                                                 | После операций                                    |                                         |

### Америка
| Страна/Категория | Телесная неприкосновенность           | Возмещение ущерба           | Защита от дискриминации | Доступность документов, удостоверяющих личность | Доступность равных прав с женщинами и мужчинами | Возможность смены гендерного маркера в документах | Отдельный гендерный маркер в документах                                   |
| ---------------- | ------------------------------------- | --------------------------- | ----------------------- | ----------------------------------------------- | ----------------------------------------------- | ------------------------------------------------- | ------------------------------------------------------------------------- |
| Аргентина        | [ 76 ]                                | [ 76 ]                      | No                      |                                                 |                                                 | Самоопределение                                   | No                                                                        |
| Колумбия         | Ограничения на вмешательства до 5 лет |                             | No                      |                                                 |                                                 | Самоопределение                                   |                                                                           |
| Мексика          | [ 78 ] [ 79 ] [ 80 ]                  |                             | [ 79 ]                  |                                                 |                                                 |                                                   | [ 79 ]                                                                    |
| США              | [ 81 ]                                |                             | Частично                |                                                 | Laws on female genital mutilation not enforced  |                                                   | Опционально. Доступно в Вашингтоне, Калифорнии, Нью-Йорке, Огайо, Орегоне |
| Чили             | [ 86 ]                                | Зарегистрирован один случай | (В разработке)          |                                                 |                                                 | [ 91 ]                                            | [ 91 ]                                                                    |

### Африка
| Страна/Категория | Телесная неприкосновенность | Возмещение ущерба | Защита от дискриминации | Доступность документов, удостоверяющих личность | Доступность равных прав с женщинами и мужчинами | Возможность смены гендерного маркера в документах | Отдельный гендерный маркер в документах |
| ---------------- | --------------------------- | ----------------- | ----------------------- | ----------------------------------------------- | ----------------------------------------------- | ------------------------------------------------- | --------------------------------------- |
| Кения            | [ 92 ]                      |                   | No                      | [ 93 ]                                          |                                                 |                                                   |                                         |
| Уганда           | [ 94 ] [ 95 ]               |                   | No                      |                                                 |                                                 | [ 96 ]                                            |                                         |
| ЮАР              | [ 97 ] [ 98 ]               |                   | [ 99 ]                  |                                                 |                                                 | Subject to medical and social reports             |                                         |

### Европа
| Страна/Категория     | Телесная неприкосновенность     | Возмещение ущерба | Защита от дискриминации | Доступность документов, удостоверяющих личность | Доступность равных прав с женщинами и мужчинами | Возможность смены гендерного маркера в документах | Отдельный гендерный маркер в документах |
| -------------------- | ------------------------------- | ----------------- | ----------------------- | ----------------------------------------------- | ----------------------------------------------- | ------------------------------------------------- | --------------------------------------- |
| Австрия              |                                 |                   |                         |                                                 |                                                 |                                                   | [ 100 ]                                 |
| Беларусь             |                                 |                   |                         |                                                 |                                                 | После операций                                    | No                                      |
| Босния и Герцеговина | No                              |                   | [ 101 ]                 |                                                 |                                                 |                                                   |                                         |
| Бельгия              |                                 |                   |                         |                                                 |                                                 | Самоопределение                                   |                                         |
| Великобритания       | [ 104 ] [ 105 ]                 |                   | No                      |                                                 |                                                 | Необходим диагноз о гендерной дисфории            | No                                      |
| Германия             | [ 106 ] [ 107 ] [ 108 ]         | Два удачных дела  | No                      |                                                 |                                                 |                                                   | [ 111 ]                                 |
| Греция               | No                              |                   | [ 112 ]                 |                                                 |                                                 |                                                   |                                         |
| Дания                | [ 113 ] [ 114 ]                 |                   | No                      |                                                 |                                                 | Самоопределение                                   | No                                      |
| Джерси               | No                              |                   | [ 116 ]                 |                                                 |                                                 |                                                   |                                         |
| Ирландия             | [ 117 ] [ 118 ]                 |                   | No                      |                                                 |                                                 | Самоопределение                                   | No                                      |
| Мальта               | Узаконено                       |                   | [ 119 ]                 | Yes                                             | Yes                                             | Самоопределение                                   | [ 120 ]                                 |
| Россия               |                                 |                   |                         |                                                 |                                                 | После операций                                    | No                                      |
| Украина              |                                 |                   |                         |                                                 |                                                 | После операций                                    | No                                      |
| Финляндия            | No                              |                   | [ 121 ]                 |                                                 |                                                 |                                                   | No                                      |
| Франция              | [ 122 ] [ 123 ]                 | На рассмотрении   | No                      |                                                 |                                                 |                                                   | No                                      |
| Швейцария            | [ 124 ] [ 125 ] [ 126 ] [ 127 ] | No                | No                      |                                                 |                                                 |                                                   | No                                      |

### Океания
| Страна/Категория | Телесная неприкосновенность | Возмещение ущерба | Защита от дискриминации | Доступность документов, удостоверяющих личность | Доступность равных прав с женщинами и мужчинами          | Возможность смены гендерного маркера в документах | Отдельный гендерный маркер в документах                                                                       |
| ---------------- | --------------------------- | ----------------- | ----------------------- | ----------------------------------------------- | -------------------------------------------------------- | ------------------------------------------------- | --- |
| Австралия        | [ 128 ] [ 129 ]             |                   | На федеральном уровне   |                                                 | Exemptions regarding sport and female genital mutilation | Законы разнятся в зависимости от региона          | (Паспорта) Опицонально на федеральном уровне, региональные законы разнятся                                    |
| Новая Зеландия   | [ 128 ] [ 134 ]             |                   | No                      |                                                 | Exemptions regarding female genital mutilation           | Yes                                               | (Паспорта) (В свидетельстве о рождении указывают в случаях, когда интерсекс-вариацию обнаружили при рождении) |